# Llanllyfni
Llanllyfni est un village et une communauté du Gwynedd, au pays de Galles.

## Géographie
Llanllyfni est situé dans le nord-ouest du Gwynedd, à une douzaine de kilomètres au sud de la ville de Caernarfon. La route A487 (en) passe à l'ouest du village.
La communauté de Llanllyfni comprend aussi les villages et hameaux de Drws-y-coed, Nantlle (en), Nasareth (en), Nebo (en), Penygroes (en) et Talysarn (en).

## Démographie
Au recensement de 2011, la communauté de Llanllyfni comptait 4 135 habitants.